# ボリバル広場 (ボゴタ)
ボリバル広場（ボリバルひろば）は、コロンビアの首都ボゴタの中央広場。歴史的建造物が点在する旧市街に位置している。

## 概要
名称はコロンビア初代大統領シモン・ボリバルに由来する。広場は一辺が約110mの正方形で中央にボリバルの銅像が建っている。周辺には国会議事堂などの政府機関が立地しているため厳重な警備態勢が敷かれている。
広場の歴史は古く、スペイン人がボゴタに入植を開始した当初から公有地として存在している。かつては市場が開かれ商業の中心として賑わったが、今日では主要商業地は新市街に移っている。広場の訪問者の大半は観光客と政治団体である。
広場の東側にはボゴタ大聖堂が建っている。ボゴタで最も長い歴史を誇る教会である。この教会の景観を守るため周辺の建物には厳しい高さ制限が課されている。南側には国会議事堂が建っている。ギリシャ風の新古典主義建築であり、6本のイオニア式の柱が圧巻である。西側にはボゴタ市庁舎が建っている。元々は民間所有の建物だったがボゴタ市が段階的に買取り1974年以降は完全に市有となった。フランス式のマンサード屋根が印象的である。北側には最高裁判所（法務省）が建っている。最高裁判所は反政府過激派の攻撃対象となったことがある。特に1948年のボゴタ暴動と1985年のコロンビア最高裁占拠事件では建物が破壊され多数の死傷者を出した。

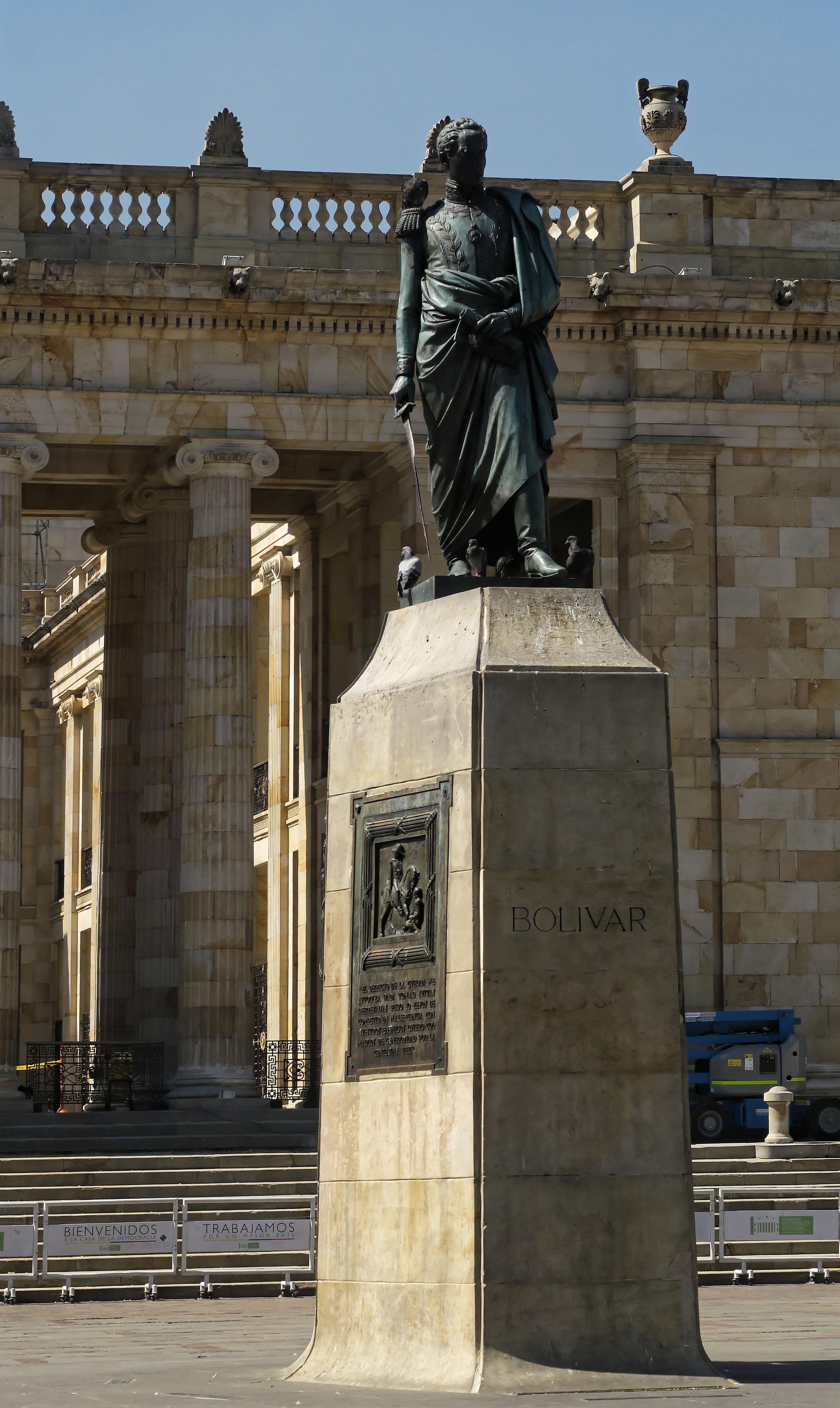
シモン・ボリバル
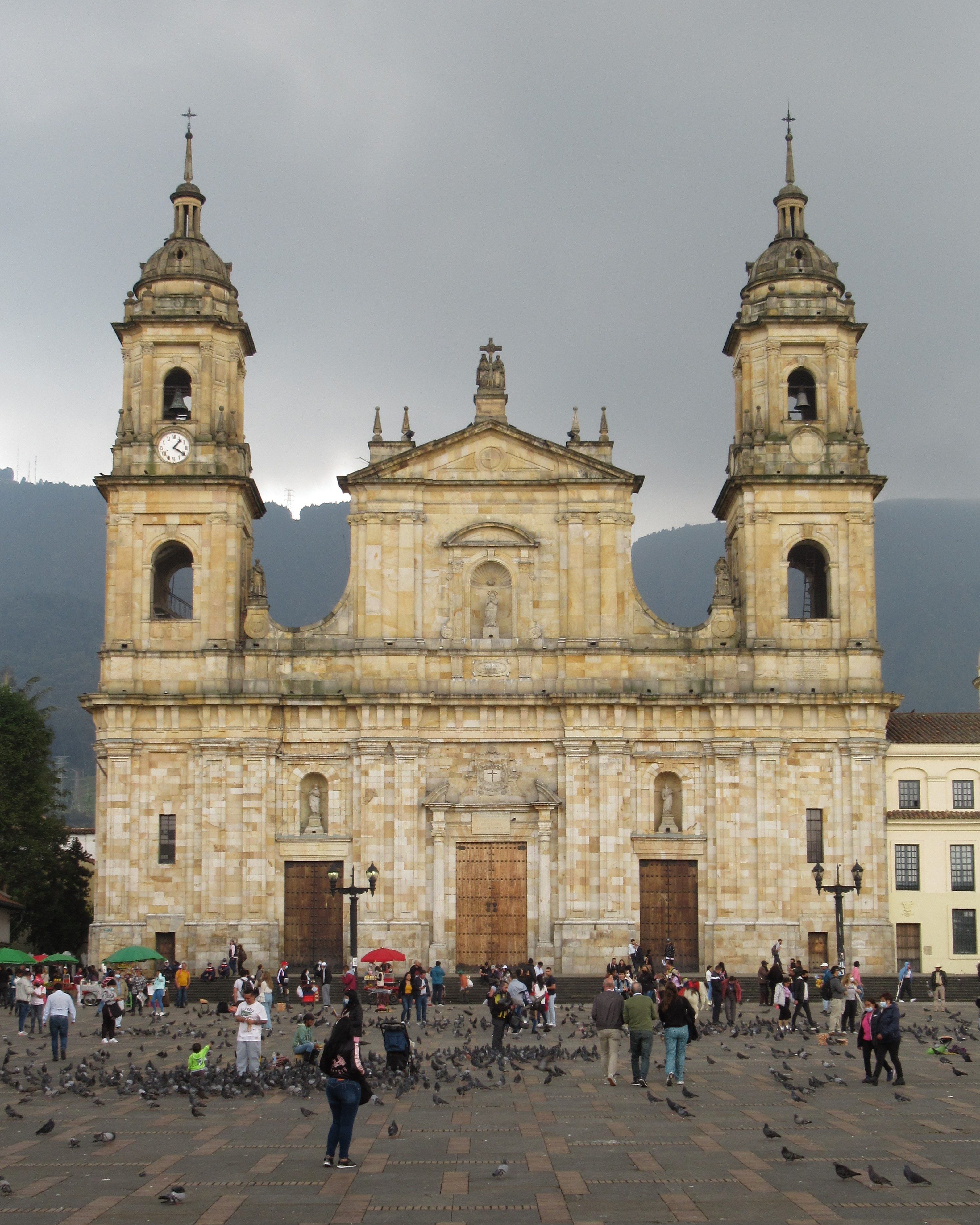
ボゴタ大聖堂
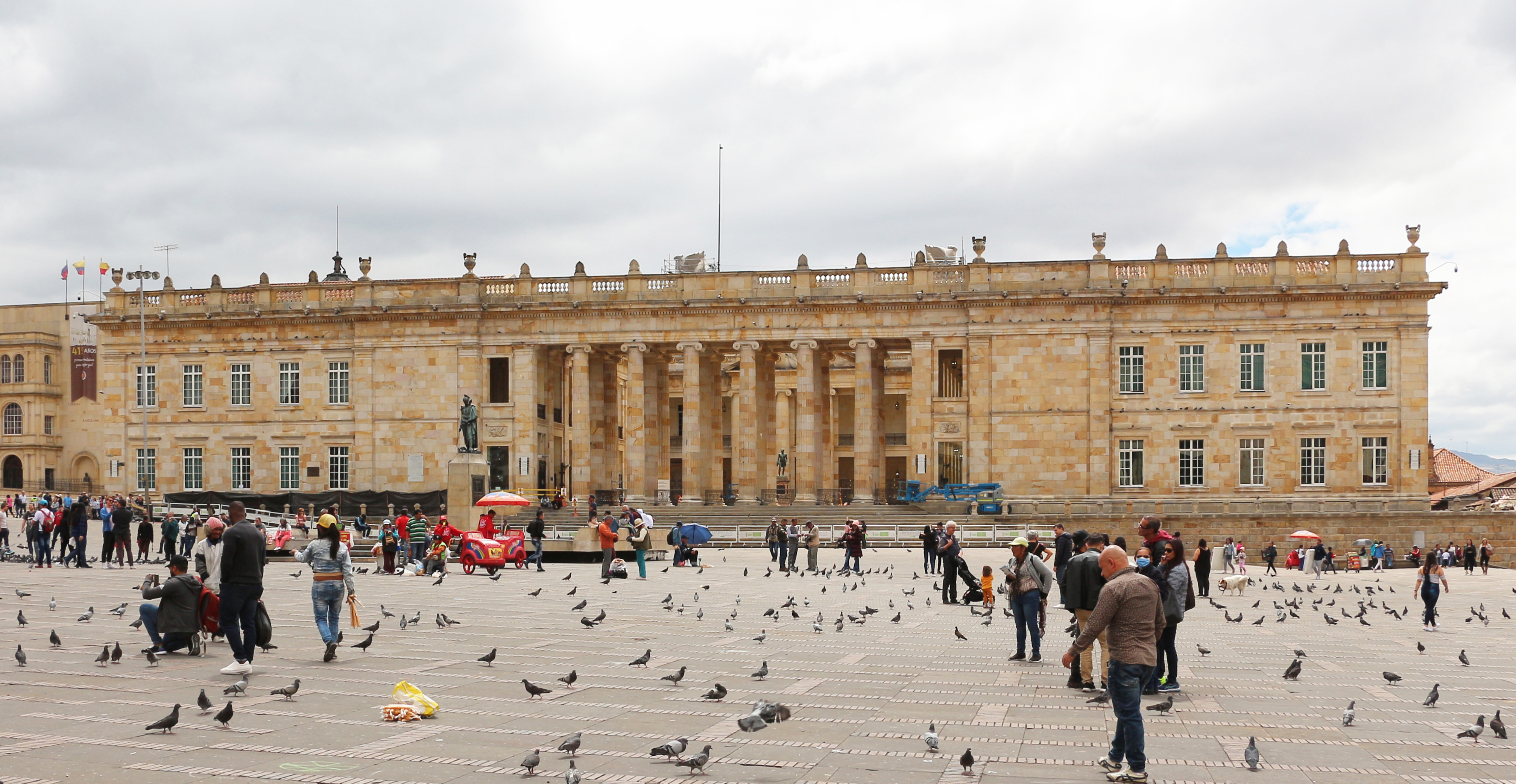
国会議事堂
ボゴタ市庁舎
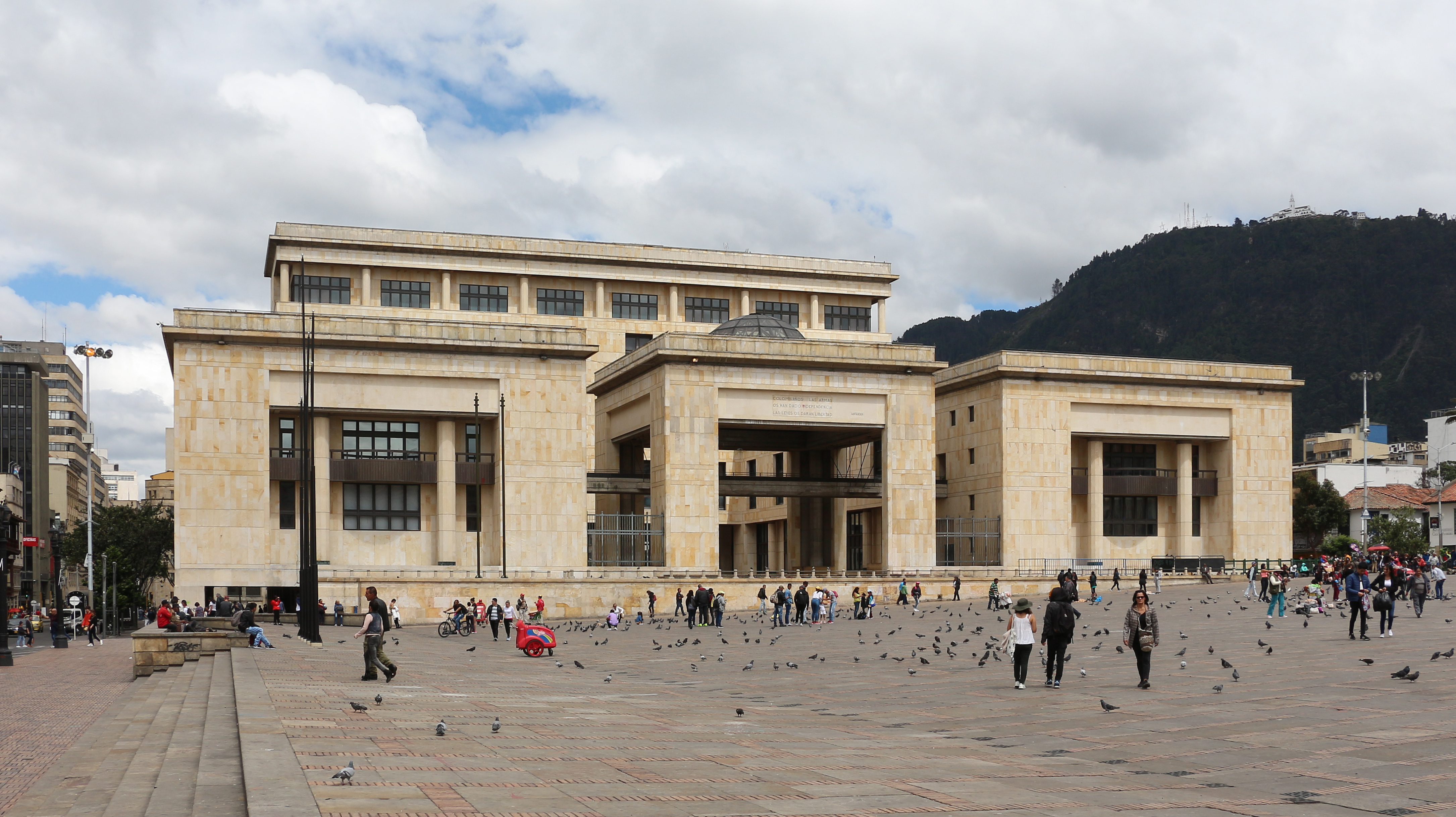
最高裁判所